# 蒙憐府
蒙憐府，是明代雲南承宣布政使司下轄的一個府，元至元二十七年三月己未，改蒙憐甸為蒙憐路軍民總管府，洪武十五年三月為府，後廢，治所在今騰衝至江頭城中間地。